# ハインリヒ1世・ロイス
ハインリヒ1世・プリンツ・ロイス（Heinrich I. Prinz Reuß, 1910年10月8日 - 1982年3月10日）は、ドイツの旧諸侯ロイス家傍系の公子。

## 生涯
シュトンスドルフの領主だったロイス＝ケストリッツ侯子ハインリヒ34世（1887年 - 1956年）と、その妻のロイス＝ケストリッツ侯女ゾフィー・レナーテ（1884年 - 1968年）の間の第1子、長男。両親は同族で、ハインリヒ63世侯子を共通の先祖とする。父は63世の五男ハインリヒ12世の子ハインリヒ28世の子であり、母は63世の三男ハインリヒ7世の娘である。
ボン大学で学び、1930年同大学のボルシア・ボン友愛会に加入した。1935年1月19日、弟系ロイス侯家最後の当主ハインリヒ45世侯世子の養子となり、45世の個人財産の相続者と定められた。1939年9月15日にバート・ドーベランで、45世の姪のメクレンブルク公女ヴォイツラヴァ＝フェオドラと結婚した。ただし、45世のロイス家全体の家長としての地位は、又従弟のハインリヒ4世が引き継ぐことが決まっていた。ドイツ国防軍に陸軍大尉として所属した。第二次世界大戦後、赤軍に占領されたドイツ東部から退去し、妹夫婦を頼ってビューディンゲン城に身を寄せた。
農業経営者、ロイス家の（家長ではないものの）代表者として活動した。プロテスタント系のヨハネ騎士団騎士にも叙任された。1982年死去、リッヒのアルンスベルク修道院内の墓地に埋葬された。
ドイツ再統一後、未亡人ヴォイツラヴァはソ連施政下に没収されたロイス家の所領・資産を取り戻そうと請求運動を行った。テューリンゲン州政府はハインリヒ1世の遺族に約700点の美術品を返還した。2008年、家族にはタールヴィッツ城の所有権を認められた。しかし、弟系ロイス侯家の本拠だったオステルシュタイン城の所有権については認められなかった。

## 子女
妻との間に6人の子をもうけた。
- フェオドラ・エリーザベト・ゾフィー（1942年 - ） - 1967年ギスベルト・ツー・シュトルベルク＝ヴェルニゲローデ伯爵と結婚
- ハインリヒ8世（1944年 - ） - 1973年男爵令嬢ドリット・フォン・ルフィンと結婚
- ハインリヒ9世（1947年 - ） - 1984年男爵令嬢アメリー・ベセラー・フォン・タールフィンゲンと結婚
- ハインリヒ10世（1948年 - ） - 1976年男爵令嬢エリーザベト・アケルイェルム・ア・マルガレーテンルンドと結婚（1990年離婚）、1991年伯爵令嬢アントイネッテ・フォン・アルニムと再婚（のち離婚）
- ハインリヒ13世（英語版）（1951年 - ） - 1989年スーザン・ドゥフト・ジャラディ（Susan Doukht Jaladi）と結婚ののち離婚、2022年ドイツクーデター未遂事件に関与
- ハインリヒ15世（1956年 - ） - 1999年アーニャ・ノース＝クーパー（Anya Charlotte Nooth-Cooper）と結婚